# 磁気定数
磁気定数（じきていすう、英語: magnetic constant）とは、基礎的な物理定数のひとつである。磁気的な外的作用と応答とを関係付ける構成方程式の係数として表れる。量記号はもっぱら μ0 とされる。
磁気定数は、物質の磁性を表す透磁率の基準であり真空の透磁率（permeability in vacuum, permeability in freespace）とも呼ばれ、磁気定数と透磁率の比を比透磁率という。
なお、真空には磁性がみとめられておらず、磁気定数は透磁率とは根本的に異なる量ではあるものの、文脈によっては区別せずに扱われる。

## 磁気定数の大きさ
国際単位系（SI）における値は、
{\displaystyle \mu _{0}=1.256~637~061~27(20)\times 10^{-6}~{\text{N}}/{\text{A}}^{2}}
である（2022 CODATA推奨値）。
現在は上記のように不確かさを備える測定値であるが、かつてはアンペアの定義に基づいた不確かさのない定義値
μ0 = 4π × 10−7 N⋅A−2 = 1.25663706143...×10−6 N⋅A−2
であった。現在の測定値とかつての定義値の比は、
{\displaystyle \mu _{0}/(4\pi \times 10^{-7})=0.999~999~999~87(16)~{\text{N}}/{\text{A}}^{2}}
である。国際量体系（ISQ）においては、電気定数 ε0 と、
{\displaystyle \mu _{0}={\frac {1}{\epsilon _{0}c^{2}}}}
で関係付けられる。ここで c は光速度である。

## 磁場の定義との関係
磁場は、電流に対し作用する磁場である磁束 B と、電流がもたらす磁場である磁界/磁場 H に区別される。これらは、スピンに由来する磁場すなわち磁化 M と合わせて構成方程式により関係付けられる。
ISQにおいては磁気定数を含む式
{\displaystyle {\boldsymbol {B}}=\mu _{0}({\boldsymbol {H}}+{\boldsymbol {M}})}
または
{\displaystyle {\boldsymbol {H}}={\frac {1}{\mu _{0}}}{\boldsymbol {B}}-{\boldsymbol {M}}}
とされる。
一方、ガウス単位系の基づく量体系において、構成方程式は μ0 = 1 であるため
{\displaystyle {\boldsymbol {H}}={\boldsymbol {B}}-4\pi {\boldsymbol {M}}}
と書かれ、磁気定数は表面的には見えなくなる。